# Obrad Kosovac
Obrad Anton Martin Kosovac (Zaprešić, 2. studenoga 1941. – 30. prosinca 2023.) bio je hrvatski televizijski novinar i urednik dokumentarno-igranih serijala.

## Životopis
Rođen je u Zaprešiću 1941. Na Televiziji Zagreb (današnji HRT) radio je od 1. siječnja 1966. do 31. prosinca 2010. Njegovim riječima, "U 44 godine profesionalnog staža rastao sam i razvijao se usporedo s televizijom". Na HRT-u je radio u uredništvima informativnog i dokumentarnog programa. Svoju zamisao predložio je ondašnjem glavnom uredniku Zdravku Božiću te je 1976. godine nastao plan o pokretanju najdugotrajnije hrvatske televizijske emisije TV kalendara. Emisiju su sve do odlaska u mirovinu uređivali Kosovac i Vladimir Fučijaš. Do 1997. Kosovac je bio članom Upravnog vijeća Hrvatskog informativno-kulturnog zavoda. 2000-ih bio je glavni urednik HRT-a.
Tijekom komunističke vlasti napravio je dokumentarac koji je prikazivao kardinala Alojzija Stepinca iz vremena Drugoga svjetskog rata kao nacističkog kolaboratora, no kada je u devedesetim godinama dvadesetog stoljeća došlo do promjene javnoga diskursa, Kosovac je promijenio mišljenje kako bi se poduprlo Stepinčevo proglašenje svetcem. Kosovac je, kao "propagandist režima iz devedesetih" s položaja maknut nakon javnoga ultimatuma tadašnjega ravnatelja HRT-a Mirka Galića.
Bio je član Glavnoga odbora Hrvatske demokratske zajednice od 1998. do 2002.
Kada je otišao u mirovinu planirao je nastaviti rad u medijskom prostoru, a 2011. objavio je namjeru o osnivanju udruge građana koja će nadzirati elektroničke medije, s obzirom na nezadovoljstvo s radom Agencije za elektroničke medije. Druga zamisao Obrada Kosovca bila je utemeljiti novo hrvatsko novinarsko društvo jer je smatrao da ondašnji HND nije djelovao neutralno kako bi trebao. Kosovac je poslije umirovljenja nastavio raditi kao vanjski suradnik HRT-a.

## Filmografija
(izbor)
- Jugoslavenske tajne službe (serijal) (2012., sinopsis)
- Druga strana Wellesa (2005.)
- Dr. Franjo Tuđman: Imamo Hrvatsku (1992., redatelj i scenarist)
- Spektar: Albanija (1990., suproducent)
- Put izdaje (1985.; u 1990-ima odrekao se autorstva)[8]
- TV kalendar (1976. – 1986., suurednik s Vladimirom Fučijašem)
- Dr. Franjo Tuđman – prvi hrvatski predsjednik[9]

## Nagrade
- Odlikovan je Redom Danice hrvatske s likom Antuna Radića 1995. godine[10]
- Nagrada Ivan Šibl HRT-a, za životno djelo 1998. godine.

## Vanjske poveznice
- Obrad Kosovac u internetskoj bazi filmova IMDb-u (engl.)